# Austmusia kioloa
Austmusia kioloa is een spinnensoort uit de familie Desidae. De soort komt voor in Victoria.